# Malvinas Argentinas
Malvinas Argentinas é um município da província de Córdova, na Argentina.